# Against Violent Extremism
Contra o Extremismo Violento (Against Violent Extremism) (AVE) é uma rede global de ex-extremistas, sobreviventes da violência, e pessoas interessadas do setor público e privado - trabalhando juntos para combater todas as formas de extremismo violento. Uma parceria entre o Institute for Strategic Dialogue, Google Ideas e a Gen Next Foundation. O objetivo específico da AVE é oferecer uma plataforma para comunicação, colaboração e um meio para ativistas encontrar recursos e financiamento de projetos.

## Origens
AVE tem suas origens na conferência Summit Against Violent Extremism (SAVE), realizada em Dublin, no verão de 2011 . A primeira grande iniciativa da Google Ideas, SAVE reuniu ex-extremistas e sobreviventes do extremismo violento de todo mundo. Durante o evento houve discussões sobre os pontos em comum entre os diferentes extremistas, os padrões de radicalização   e os fatores que levam as pessoas a deixarem os grupos violentos.
Um tema comum durante todo o evento foi o quanto as pessoas que trabalham para impedir os diferentes tipos de extremismo tiveram que aprender um com o outro. Baseada nas discussões da SAVE,  uma rede global permanente de ex-extremistas e sobreviventes do extremismo violento chamada Against Violent Extremism foi estabelecida. Esta rede foi oficialmente lançada pela Google Ideas em Nova York, em abril de 2012.

## Objetivos
A rede visa amplificar as vozes de ex-extremistas e sobreviventes de uma forma eficaz para combater a radicalização.  O objetivo é fazê-lo de três maneiras:

### Rede
Reunindo uma rede global de ex-extremistas de todas as ideologias com sobreviventes da violência, a AVE visa a facilitar a 'polinização cruzada'  de idéias entre os membros de uma maneira mais eficiente. A inclusão de pessoas interessadas do setor privado e público facilita a troca de diálogo e a melhor prática. 

### Suporte
Baseando-se em seus contatos de diferentes setores, a rede fornece suporte prático para projetos de base que trabalham para combater o extremismo a nível comunitário.

### Advocacia
Defensores do papel positivo que ex-extremistas e sobreviventes podem desempenhar na prevenção do extremismo violento. Estes indivíduos têm a credibilidade e a motivação para alcançar alguns dos jovens mais expostos ao risco. AVE também enfatiza o papel importante  que o setor privado pode desempenhar em um processo que  tem sido dominado tradicionalmente pelo setor público.

## Organização
AVE é gerenciada no dia a dia pelo think tank Institute for Strategic Dialogue, com sede em Londres, que assumiu formalmente a gestão da rede do Google Ideas em fevereiro de 2012. A rede é inteiramente financiada pelo setor privado com financiamento e apoio estratégico fornecido pela Google Ideas e pela fundação norte-americana Gen Next Foundation.  A rede também se beneficia de ajuda do site e do suporte técnico fornecido pela Rehab Studio baseada em Belfast. 

## Membros de Alto Perfil
AVE tem mais de 450 ex-extremistas e sobreviventes do extremismo violento em todo o mundo. Alguns exemplos de alto perfil são:
- Maajid Nawaz Anteriormente do Grupo Islâmico Hizb ut-Tahrir
- Jo Berry Uma sobrevivente do Brighton hotel bombing em 1984.
- Vera Grabe Ex-membro e co-fundadora da Guerrilha Colombiana M-19
- Jack Roche Muçulmano convertido e ex-extremista Islâmico acusado de conspirar no bombardeamento da Embaixada de Israel em Canberra em 2000.
- Carrie Lemack Co-fundadora de Families Of September 11
- Mubin Shaikh Ex-Islâmico que passou a trabalhar para o Canadian Security Intelligence Service.

## Crítica
Houve críticas de que o projeto, que reúne ex-extremistas, foi ingênuo ao exagerar o impacto que ele pode ter.  De forma mais ampla, há também ceticismo de que as lições aprendidas no combate contra a violência de gangues nas ruas de Los Angeles podem ser utilizadas para combater a ameaça do extremismo islâmico nas ruas de Islamabad.